# Аниксия
Аниксия или Канджа (на гръцки: Ανοιξιά, до 1927 Κάντσια, Канция) е село в Гърция, част от дем Бешичко езеро (Волви) в област Централна Македония с 254 жители (2001).

## География
Скепасто е разположено в северното подножие на Бешичката планина (Ори Волви), над южния бряг на бившето Мавровско езеро.

## История
В XIX век Канджа е турско село в Лъгадинска каза на Османската империя.
След Междусъюзническата война в 1913 година Канджа попада в Гърция.
През 20-те години турското население на селото се изселва и на негово място са настанени гърци бежанци. Според преброяването от 1928 година Канджа е чисто бежанско село с 42 бежански семейства със 177 души.
В 1927 година селото е прекръстено на Аниксия.
След Втората световна война в селото е построена църквата „Свети Пантелеймон“.